# La Verità (quotidiano)
La Verità è un quotidiano italiano con sede a Milano. Fondato da Maurizio Belpietro, è uscito con il primo numero in edicola il 20 settembre 2016. Sotto la testata appare una citazione dal Vangelo di Giovanni, tratta dal dialogo tra Ponzio Pilato e Gesù: Quid est veritas? ("Che cos'è la verità?", Giovanni 18,38).

## Descrizione
In un'intervista a Radio Radicale Belpietro ha descritto La Verità come un giornale libero dai partiti e dagli interessi imprenditoriali e ha detto che la linea politica sarà «liberale», nello spirito della “discesa in campo” di Silvio Berlusconi nel 1994.
Con una foliazione media di 24 pagine, inizialmente esce dal martedì alla domenica. Dal 2 luglio 2018 il giornale esce tutti i giorni. La redazione, al 2017, conta dieci giornalisti, compreso il direttore. Esiste una rete di collaboratori che copre tutta l'Italia.
Sul sito web, online dal 19 marzo 2018, sono caricati contenuti aggiuntivi rispetto agli articoli dell'edizione cartacea.
Il 26 agosto 2018 La Verità pubblica per prima in Italia la lettera di monsignor Carlo Maria Viganò in cui l'ex nunzio apostolico negli Stati Uniti chiede le dimissioni del papa Francesco, accusandolo di avere coperto gli abusi sessuali dell'ex cardinale Theodore Edgar McCarrick. Già dal 2016 appaiono sul quotidiano le esclusive inchieste di Giacomo Amadori e del suo team investigativo sulle presunte attività illegali delle imprese di proprietà della famiglia di Matteo Renzi, che portano il padre dell'ex premier a querelare il giornale, Belpietro e Amadori e a ottenere un risarcimento per diffamazione.

### Rubriche
Le rubriche fisse sono:
- Cameo di Riccardo Ruggeri
- Caffè corretto di Gustavo Bialetti
- Le lettere, risponde Mario Giordano
- La scommessa di Cesare Lanza
- Il ritratto di Giancarlo Perna
- Tax & the City di Luciano Quarta
- Il Dizionario di Silvana di Silvana De Mari (ogni lunedì, chiusa il 18 luglio 2022)
- Diario di Borsa di Daniela Turri (ogni giovedì)
- Gli Oscar della Settimana di Luisella Costamagna (ogni domenica)
- Lo sguardo selvatico di Claudio Risè (ogni domenica)
- La Verità degli altri di Silvia Di Paola (e Patrizia Floder Reitter)
- Niente di personale, le interviste di Antonello Piroso

Ogni lunedì il quotidiano ospita la pagina di retroscena, racconti e opinioni in chiave satirica-provocatoria Dietro le Quinte. Giancarlo Perna cura in questa occasione la rubrica Indimenticabili. Qui sono ospitate anche le rubriche Onorevole sarà Lei e Cadreghe allegre. Fino a luglio 2018 il quotidiano ospitava anche la rubrica Il Bestiario di Giampaolo Pansa.

### Firme
- Maurizio Belpietro, direttore editoriale della testata, commenta quotidianamente il fatto o l’inchiesta in prima pagina
- Mario Giordano, editorialista principale del quotidiano; cura la rubrica del dialogo con i lettori
- Giacomo Amadori, coordina la sezione investigativa. Segue dal 2016[12] l'inchiesta giudiziaria sui genitori dell'ex premier Matteo Renzi (sfociata nel settembre 2018 con il rinvio a giudizio di entrambi) e quella su Pier Luigi Boschi (padre di Maria Elena), indagato per il crac di Banca Etruria. Nel suo team, i cronisti Fabio Amendolara, Marianna Baroli, Carlo Tarallo e Simone di Meo[13]
- Claudio Antonelli, tematiche fiscali, geopolitica e industria della difesa
- Stefano Graziosi, studioso della politica internazionale con focus principalmente sugli Stati Uniti
- Francesco Borgonovo, vicedirettore
- Daniele Capezzone, politica interna ed estera, lavori parlamentari (fino al 2023)
- Silvana De Mari, diritti umani e bioetica
- Aldo Forbice
- Giorgio Gandola
- Ettore Gotti Tedeschi
- Gianluigi Nuzzi (dal 14 marzo 2018), Chiesa, religione, inchieste
- Giampaolo Pansa (fino a luglio 2018 con la rubrica domenicale Bestiario)[14]
- Marcello Veneziani, opinionista di questioni etiche, politiche, storiche
- Carlo Pelanda, analisi geopolitica
- Claudio Risé (dall'11 febbraio 2018)
- Luca Telese, politica interna, interviste
- Paolo Del Debbio, politica interna, editoriali (dal 2020)

### Pubblicazioni
Nel 2017 il quotidiano ha pubblicato il volume L'islam in redazione, scritto da Maurizio Belpietro e Francesco Borgonovo.

## Direttore
- Maurizio Belpietro (20 settembre 2016 – in carica)

## La casa editrice
Alla fondazione Maurizio Belpietro possedeva il 45,88% delle quote del capitale sociale de "La Verità Srl", ovvero la maggioranza relativa. L'amministratore delegato Enrico Scio deteneva il 9,26%. La stessa quota era in capo a Nicola Benedetto (ex assessore regionale della Basilicata) e all'imprenditore Ferruccio Cristiano Invernizzi. Mario Giordano deteneva il 3% circa mentre Stefano Lorenzetto deteneva il 5%, che ha poi venduto a dicembre 2017.
Una somma di 50 000 euro, sui 540 000 del capitale sociale, è stata fornita indirettamente da Alfredo Romeo tramite un contributo alla Fondazione Magna Carta (dell'ex senatore Gaetano Quagliariello), presente nell'azionariato della società editrice. Dopo che la notizia è diventata di dominio pubblico, nel marzo 2017, Belpietro ha deciso di rinunciare al conferimento di Magna Carta, la cui quota è del 18,52%, pari a un valore di circa 100 000 euro.
Il 31 ottobre 2018 La Verità Srl ha acquistato il settimanale Panorama da Mondadori. Nel 2019 "La Verità Srl" è controllata con il 58,35% da Maurizio Belpietro, poi Enrico Scio (presidente) 12,65%, Ferruccio Invernizzi 12,65%, Nicola Di Benedetto 12,65%, Mario Giordano 3,7%. Per effetto di alcune uscite la percentuale di Belpietro sale al 78%.
Nel dicembre 2019 la società acquisisce, tramite la Stile Italia Edizioni Srl, partecipata al 75% da La Verità S.r.l., i periodici Confidenze, Cucina Moderna, Sale & Pepe, Starbene e TuStyle.
Il 1º gennaio 2022 la società acquisisce, sempre tramite Stile Italia Edizioni Srl, i periodici Donna Moderna e CasaFacile. Il 5 aprile 2022 nasce il quotidiano economico Verità&Affari, diretto da Franco Bechis con vicedirettore Francesco Allegra.
Il 28 settembre 2023 l'imprenditore Federico Vecchioni acquisisce il 25% del capitale della società editrice, diventando secondo azionista. La quota controllata da Belpietro ritorna al 58%.

## Diffusione
La diffusione di un quotidiano si ottiene, secondo i criteri di Accertamenti Diffusione Stampa (ADS), dalla somma di: Totale Pagata + Totale Gratuita + Diffusione estero + Vendite in blocco.

Dal 2021 ADS ha abbandonato la distinzione tra copia cartacea e copia digitale, che è stata sostituita dalla distinzione tra «vendite individuali» (copie pagate dall’acquirente) e «vendite multiple» (copie pagate da terzi).
| Anno | Diffusione |
| ---- | ---------- |
| 2023 | 31 550     |
| 2022 | 36 395     |
| 2021 | 30 583     |

| Anno | Totale diffusione (cartacea + digitale) | Diffusione cartacea | Diffusione digitale | Tiratura |
| ---- | --------------------------------------- | ------------------- | ------------------- | -------- |
| 2020 | 28 819                                  | 25 461              | 3 358               | 66 447   |
| 2019 | 26 571                                  | 24 855              | 1 716               | 66 341   |
| 2018 | 22 387                                  | 21 450              | 937                 | 60 133   |
| 2017 | 22 095                                  | 21 500              | 591                 | 61 998   |